# Slag bij Westkapelle
De Slag bij Westkapelle was een slag die plaatsvond op 4 juli 1253 bij Westkapelle tussen Holland en Vlaanderen.

## Aanloop
Zeeland werd al lang betwist door de graven van Vlaanderen en Holland. In 1012 werden door keizer Hendrik II de Zeeuwse eilanden en het gebied dat later de Vier Ambachten zou worden, beleend aan Boudewijn IV. Door de Investituurstrijd viel het gebied vanaf 1076 echter onder de graaf van Holland, als leen van Vlaanderen. Dit leidde tot verschillende schermutselingen tussen Vlaanderen en Holland. In het Verdrag van Brugge van 1167 werd bepaald dat Zeeland Bewestenschelde geregeerd werd als condominium, waarbij de soevereiniteit gedeeld werd door Vlaanderen en Holland.
Gwijde van Dampierre was met zijn halfbroers Jan en Boudewijn van Avesnes verwikkeld in de Vlaams-Henegouwse Successieoorlog. In juli 1246 werd Willem II van Vlaanderen door een scheidsrechterlijke uitspraak van Lodewijk IX van Frankrijk en bisschop Odo van Tusculum, de jure erkend als erfgerechtigde in Vlaanderen, terwijl Henegouwen werd toegewezen aan Jan van Avesnes, de oudste zoon uit Margaretha van Constantinopel's eerste huwelijk. Willem overleed echter op 5 mei 1251 aan zijn verwondingen opgelopen tijdens een steekspel te Trazegnies. Zijn jongere broer, Gwijde van Dampierre, tweede zoon van de regerende gravin Margaretha van Constantinopel, werd daardoor erfgerechtigde op de troon in Vlaanderen. In 1248 nam Lodewijk IX van Frankrijk echter deel aan de Zevende kruistocht waarvan hij pas terugkeerde in 1254. Jan van Avesnes begreep ondertussen dat zijn moeder Henegouwen niet aan hem zou afstaan en kwam in opstand tegen haar. Hij vond een bondgenoot in graaf Willem II van Holland met wiens zuster Aleid van Holland hij trouwde.
Voor Willem II was de aansluiting bij het huis Avesnes een mogelijkheid om de heerschappij over Zeeland Bewestenschelde te verkrijgen. Het kwam tot een conflict toen hij, vanaf 1248 koning van het Heilige Roomse Rijk, weigerde leenhulde te brengen aan Margaretha van Constantinopel. Sinds Willem koning was, bestond namelijk de vreemde situatie dat hij leenman was van Margaretha, omdat hij Zeeland Bewestenschelde in achterleen had van haar. Als koning was hij echter leenheer van Margaretha. Omgekeerd weigerde ook Margaretha hem als koning leenhulde te brengen.
Op de rijksdag in 1252 verklaarde Willem Margaretha van haar Duitse lenen vervallen en wees het grootste deel ervan toe aan zijn zwager Jan van Avesnes. Zeeland Bewestenschelde behield hij voor zichzelf als rechtstreeks leen. Margaretha begon hierop een groot leger van bondgenoten uit Bourgondië, Poitou, Frankrijk, Picardië en Henegouwen en huursoldaten te verzamelen en vroeg Willem daarna leenhulde af te leggen. Deze weigerde dat volgens Meyerus onder de woorden "Zou ik, opperheer van Duitsland, wegens goederen, die aan het rijk toebehoren aan een ander trouw zweren? Met zulk een schande laat ik mij nimmer overdekken! Margaretha is mijn vazallin en zij zal het blijven."
Hierop zou Margaretha gebruik hebben gemaakt van een list. Hertog Hendrik III van Brabant zou in Antwerpen een vredesconferentie hebben georganiseerd waar hij Willem vasthield terwijl Margaretha de aanval liet voorbereiden door haar zoons Gwijde en Jan van Dampierre.

## De slag
Gwijde en Jan van Dampierre scheepten volgens Melis Stoke een leger van ridders en ambachtslieden in het later verzwolgen Waterdunen in. De voorbereidingen vielen dermate op dat de mannen van Willem II voldoende tijd had om zich voor te bereiden. Deze werd daarbij gesteund onder andere door Diederik VI van Kleef.
Uiteindelijk voeren de Vlamingen naar Walcheren en gingen bij Westkapelle aan land. Melis Stoke vertelt in zijn Rijmkroniek dat Floris de Voogd, broer van Willem II, tot ridder geslagen werd toen zij de vijand zagen, waarschijnlijk om het moreel op te vijzelen. De Vlamingen werden opgewacht door een Zeeuws-Hollands leger onder Floris de Voogd en Diederik VI van Kleef. Het eerste schip had Vlaamse en Franse ridders aan boord, in plaats van de gebruikelijke (kruis)boogschutters die daarna dekking konden geven aan de ridders. Nog voordat de ridders hun paarden hadden ontscheept werden ze aangevallen. Hierdoor moesten de ridders te voet strijden en kregen geen kans om in formatie te komen. Bijna alle Vlamingen werden gedood of gevangengenomen. Gwijde en Jan van Dampierre waren twee van de gevangenen. Gwijde liep verwondingen op aan beide benen en hinkte de rest van zijn leven, terwijl Jan een oog moest missen.
Willem II zou in Antwerpen op de hoogte zijn gesteld van de aanval. Hij kwam aan bij het strijdtoneel toen de strijd ten einde liep, dan wel kort daarna.De graaf van Guisnes gaf zich over zodra hij hoorde dat Willem II met zijn troepen was aangekomen op Walcheren. De gevangenen moesten hun wapens inleveren en zich ontkleden voordat zij in vrijheid werden gesteld. Voor de edelen moest een losgeld betaald worden. Tegen betaling van een groot bedrag werden Gwijde en Jan vrijgelaten.

## Nasleep
De slag was een van de zwaarste nederlagen die een Vlaams leger ooit had geleden. In juli 1255 werd een wapenstilstand gesloten, na de dood van Willem II op 28 januari 1256 in West-Friesland gevolgd door een vrede na uitspraak van de Dit de Péronne, een arbitrage onder koning Lodewijk IX van Frankrijk. De Hollandse graaf moest nog steeds leenhulde afleggen aan de Vlaamse graaf voor Zeeland Bewestenschelde, maar er was geen sprake meer van een condominium. De helft van de inkomsten die aanvankelijk naar de Vlaamse graaf gingen, kwamen nu toe aan Floris de Voogd, die als regent optrad voor Floris V. Toen Jan van Avesnes overleed in 1257 leek de hele situatie een overwinning voor Margaretha in de Vlaams-Henegouwse Successieoorlog. De schuldenlast van de Vlaamse overheid was echter dusdanig gestegen, dat de steden meer privileges kregen in ruil voor kapitaal.
Het lag in de bedoeling van Margaretha dat Zeeland een apart graafschap onder Floris de Voogd zou worden, afhankelijk van Vlaanderen. Floris de Voogd overleed echter in 1258 tijdens een toernooi, waarna de oude situatie terugkeerde, tot ergernis van Vlaanderen. Dit werd nog versterkt toen Floris van Avesnes in 1272 stadhouder van Zeeland werd. In 1290 leidde dit tot de gevangenneming van Floris V door Gwijde van Dampierre tijdens vredesbesprekingen in Biervliet op initiatief van hertog Jan I van Brabant. Floris werd pas vrijgelaten na leenschap te hebben toegezegd voor Zeeland en de betaling van een schatting. Uiteindelijk trok hij zich niets aan van de gedane toezeggingen, afgezien van een kleine betaling van de schatting.